# واتین
واتین (به چکی: Vatín) یک منطقهٔ مسکونی در جمهوری چک است که در شهرستان ژدار ناد سازاوو واقع شده‌است.
 واتین ۴٫۸۵ کیلومتر مربع مساحت و ۳۴۱ نفر جمعیت دارد و ۵۶۰ متر بالاتر از سطح دریا واقع شده‌است.